# Unidos do Guajuviras
A.B.C. Unidos do Guajuviras é uma escola de samba da cidade de Canoas, região metropolitana de Porto Alegre.

## História
A Unidos do Guajuviras foi fundada no dia 6 de janeiro de 1991. As cores da escola são o verde, o ouro e o branco. Seu símbolo são duas mãos, uma negra e outra branca, unidas em cumprimento e um gavião. Além de desfilar em Canoas, também participou do desfile em Porto Alegre até o ano de 2007. A quadra da escola localiza-se no bairro Guajuviras.
Após ter ficado fora dos desfiles de Porto Alegre desde 2008, a escola retorna ao Grupo de Acesso para o carnaval de 2012, apresentando o enredo: O Jogo Vai Começar, Sou Mais Guajuviras.

## Segmentos

### Presidentes
| Nome                    | Mandato    | Ref.  |
| ----------------------- | ---------- | ----- |
| Dorival Gonçalves       | 1994-1996  | [ 3 ] |
| Franquito da Silva      | 1997       | [ 3 ] |
| Luiz Carlos da Rosa     | 1998       | [ 3 ] |
| Nilda Teresinha Freitas | 1999-2000  | [ 3 ] |
| Paulo Roberto Rodrigues | ? - ?      | [ 1 ] |
| Solange Evangelista     | 2021-2024  | [ 5 ] |
| Marcio Rodrigues        | 2024-Atual | [ 6 ] |

### Diretores
| Ano  | Diretor de Carnaval          | Ref.  |
| ---- | ---------------------------- | ----- |
| 2022 | Jackson Nascimento           | [ 5 ] |
| 2025 | Luciano Rodrigues (Gato Mau) | [ 7 ] |

| Ano  | Diretor de Harmonia | Ref.  |
| ---- | ------------------- | ----- |
| 2022 | Eduardo             | [ 5 ] |

| Ano  | Mestre de Bateria       | Ref.  |
| ---- | ----------------------- | ----- |
| 2022 | Mestre Rshow            | [ 5 ] |
| 2025 | Mestre Rodrigo Silveira | [ 6 ] |

### Casal de Mestre-sala e Porta-bandeira
| Ano       | Nome                                               | Ref.  |
| --------- | -------------------------------------------------- | ----- |
| 1994-1995 | Marco Aurélio e Gislaine Freitas (Gisa)            | [ 3 ] |
| 1996      | Luiz Augusto e Inajara Amorim                      | [ 3 ] |
| 1997      | Luiz Augusto e Josiane Rosa                        | [ 3 ] |
| 1998      | José da Rosa e Tatiane Corrêa                      | [ 3 ] |
| 1999      | Gilberto Koboldt (Maico) e Gislaine Freitas (Gisa) | [ 3 ] |
| 2000      | Márcio e Márcia                                    | [ 2 ] |
| 2012      | Oldair dos Santos e Paula Verônica                 | [ 1 ] |
| 2014      | Leandro Chuca e Dayane                             |       |
| 2022-2024 | Renan Nunes e Ana Tarragô                          | [ 5 ] |
| 2025      | Evandro Ferraz e Paula Verônica                    | [ 6 ] |

## Carnavais
| Ano                                                                             | Colocação   | Grupo (Porto Alegre) | Canoas          | Enredo | Carnavalesco         | Intérprete                             | Ref.                 |
| ------------------------------------------------------------------------------- | ----------- | -------------------- | --------------- | --- | -------------------- | -------------------------------------- | -------------------- |
| 1992                                                                            |             |                      |                 | Homenagem as escolas de samba verde e branco, Acadêmicos da Orgia e Mocidade Independente de Padre Miguel |                      |                                        |                      |
| 1993                                                                            | Campeã      | Extra                |                 | História de Canoas                                                                                        |                      |                                        |                      |
| 1994                                                                            | Vice-campeã | II                   |                 | O Negro canta e dança em reverência ao Príncipe de Ajudá.                                                 | Luiz Mauro Barbosa   |                                        | [ 3 ] [ 8 ]          |
| 1995                                                                            | Campeã      | II                   |                 | Uma viagem através da noite, seus encantos, mistérios e magias.                                           | Luiz Mauro Barbosa   |                                        | [ 3 ] [ 8 ]          |
| 1996                                                                            | 3º lugar    | Intermediário-A      |                 | Do sonho à realidade - Amazônia, patrimônio da humanidade.                                                | Joarez Gonçalves     | Flávio Júnior                          | [ 3 ] [ 8 ] [ 9 ]    |
| 1997                                                                            | 5.º lugar   | Intermediário-A      |                 | Quilombo dos Palmares, O estado negro da Liberdade.                                                       | Luciano Lucena       | Neno Baz                               | [ 3 ] [ 8 ] [ 10 ]   |
| 1998                                                                            | 9.º lugar   | Intermediário-A      |                 | Num flash de luz levo a minha Guajuviras. História da Máquina Fotográfica.                                | Luciano Lucena       | Nego Pagodeiro                         | [ 3 ] [ 11 ] [ 12 ]  |
| 1999                                                                            | 5.º lugar   | Intermediário-B      |                 | Amuletos e Balangandãs                                                                                    | Vladimir Melo        |                                        | [ 3 ] [ 13 ]         |
| 2000                                                                            | 8.º lugar   | Intermediário-B      |                 | Guajuviras canta Porto Alegre dos meus sonhos.                                                            | Cláudia              | Neno Baz                               | [ 2 ] [ 14 ] [ 15 ]  |
| 2001                                                                            | 3.º lugar   | Acesso               |                 | |                      |                                        |                      |
| 2002                                                                            | 3.º lugar   | Acesso               |                 | |                      |                                        | [ 16 ]               |
| 2003                                                                            | 3.º lugar   | Acesso               | Campeã          | Os mistérios e os encantos do mar.                                                                        |                      |                                        | [ 17 ] [ 18 ] [ 19 ] |
| 2004                                                                            | 3.º lugar   | Acesso               | 3.º lugar       | Do Verde ao Colorido É a Guajuviras Preservando a Vida.                                                   |                      |                                        | [ 20 ]               |
| 2005                                                                            | 3.º lugar   | Acesso               | Campeã          | Brasil mostra a tua cara.                                                                                 |                      |                                        | [ 21 ] [ 22 ] [ 23 ] |
| 2006                                                                            | 4.º lugar   | Acesso               | 3.º lugar       | Homenagem à Raça negra.                                                                                   |                      |                                        | [ 24 ]               |
| 2007                                                                            | 8.º lugar   | Acesso               | 3.º lugar       | Brasil, berço de todas as raças                                                                           |                      | Nego Pagodeiro                         | [ 25 ] [ 26 ]        |
| 2008                                                                            | *           | *                    | Vice-Campeã     | Dos ritmos africanos à magia do samba.                                                                    |                      |                                        | [ 8 ]                |
| 2009                                                                            | *           | *                    | 9º lugar        | Tecnologia e ação, Guajuviras canta e dança as suas emoções                                               |                      |                                        | [ 27 ] [ 28 ]        |
| 2010                                                                            | *           | *                    | Vice-campeã     | Abençoada Gaia, mãe da Terra... a que a Guajuviras sempre sonhou.                                         |                      |                                        | [ 29 ] [ 30 ] [ 31 ] |
| 2011                                                                            | *           | *                    | 9.º lugar       | Guaju, quem te viu, quem te vê. O Território da Paz agora é aqui!                                         |                      |                                        | [ 32 ]               |
| 2012                                                                            | Campeã      | Acesso               | Campeã (Acesso) | O Jogo Vai Começar, Sou Mais Guajuviras.                                                                  | Estevão Rodrigues    | Flávio Junior                          | [ 1 ] [ 33 ]         |
| 2013                                                                            | 4.º lugar   | A                    | 7.º Lugar       | Mandela - Nas Asas da Paz, o Guerreiro da Liberdade.                                                      |                      | Leandro SB                             | [ 34 ] [ 35 ] [ 36 ] |
| 2014                                                                            | 5.º lugar   | A                    | Campeã (Acesso) | Voa Canoas, 75 Anos Inovando a Caminho do Futuro!                                                         | Cebola               | Césinha                                | [ 37 ] [ 38 ] [ 39 ] |
| 2015                                                                            | 5.º lugar   | A                    | *               | Axé pra Quem tem Fé Crenças, Mitos e Magias da África                                                     |                      |                                        | [ 40 ] [ 41 ]        |
| 2016                                                                            | 10.º lugar  | Grupão               | 5.º lugar       | Nas ondas do mar, um sonho me leva                                                                        |                      |                                        | [ 42 ] [ 43 ] [ 44 ] |
| As escolas da Série Bronze não desfilaram em 2017.                              |             |                      |                 | |                      |                                        |                      |
| Desfile de Porto Alegre cancelado em 2018. Em Canoas obteve o 4º lugar em 2018. |             |                      |                 | |                      |                                        |                      |
| As escolas da Série Bronze não desfilaram em 2019.                              |             |                      |                 | |                      |                                        |                      |
| 2020                                                                            | 5.º lugar   | Série Bronze         | *               | O Voo do Gavião Sobre a Corte Imperial                                                                    |                      | Gerson Gogó e Baiano                   | [ 50 ] [ 51 ] [ 52 ] |
| Desfile cancelado em 2021.                                                      |             |                      |                 | |                      |                                        |                      |
| 2022                                                                            | 5.º lugar   | Série Bronze         | *               | Do Sonho a Realidade - Amazônia Patrimônio da Humanidade                                                  | Comissão de Carnaval | Baiano, Nego Pagodeiro,Jeferson e Rudi | [ 5 ] [ 54 ]         |
| 2023                                                                            | *           | *                    |                 | Uma viagem através da noite seus encantos, mistérios e magias                                             | Comissão de Carnaval | Nego Pagodeiro                         | [ 55 ]               |
| 2024                                                                            | *           | *                    |                 | Não te acanha... deixa de manha... vem pro arrastão Banda Saldanha                                        | Comissão de Carnaval | Nego Pagodeiro                         | [ 56 ]               |
| 2025                                                                            | Vice-Campeã | Série Bronze         |                 | A Guajuviras é do barulho. Olha nóis aqui outra vez...                                                    | Davi Gbanna          | Sandrinho Gessé                        | [ 6 ] [ 57 ]         |

## Títulos
| Títulos em Porto Alegre | Títulos em Porto Alegre                | Títulos em Porto Alegre | Títulos em Porto Alegre |
| ----------------------- | -------------------------------------- | ----------------------- | ----------------------- |
| Grupo                   | Grupo                                  | Títulos                 | Anos                    |
|                         | Grupo-II / Acesso (Atual Série Bronze) | 2                       | 1995, 2012              |

| Títulos em Canoas | Títulos em Canoas | Títulos em Canoas | Títulos em Canoas |
| ----------------- | ----------------- | ----------------- | ----------------- |
| Grupo             | Grupo             | Títulos           | Anos              |
|                   | Especial          | 3                 | 1993, 2003, 2005  |
|                   | Acesso            | 2                 | 2012, 2014        |

## Prêmios
- Estandarte de Ouro em Canoas
  - 2005: Mestre-sala e porta-bandeira e ala das baianas.[58]
  - 2007: Passista masculino.[59]
  - 2010: Alegoria, evolução, samba-enredo e compositor.[60]

Grupo de Acesso
- 2014: Enredo, harmonia, bateria, diretor de carnaval, presidente e samba-enredo.

- Estandarte de Ouro em Porto Alegre

Grupo de Acesso
- 2012: Madrinha de bateria e presidente.[62]

Grupão
- 2016: Intérprete.[63]